# حشرات اجتماعی (مجله)
حشرات اجتماعی (انگلیسی: Insectes Sociaux) یک ژورنال علمی است که به مطالعه فرااجتماعی اختصاص دارد. این مجله رسمی اتحادیه بین المللی برای مطالعه حشرات اجتماعی (IUSSI) است و توسط Birkhäuser Verlag منتشر شده است.